# 平山镇 (怀宁县)
平山镇，是中华人民共和国安徽省安庆市怀宁县下辖的一个乡镇级行政单位。

## 行政区划
平山镇下辖以下地区：
平山社区、猫山社区、大洼社区、石牛村、津山村、高泽村、鸣凤村、岗山村、范祠村、花车村、大段村和汪岭村。